# جوزيه باركر
جوزيه باركر (بالإنجليزية: Josiah Parker)‏ هو سياسي أمريكي، ولد في 11 مايو 1751 في مقاطعة آيل أوف وايت في الولايات المتحدة، وتوفي بنفس المكان في 11 مارس 1810. حزبياً، نشط في الحزب الفيدرالي الأمريكي. وقد انتخب عضو مجلس نواب الولايات المتحدة عن ولاية فرجينيا وانتخب عضو مجلس النواب الأمريكي.